# Angus McPhee

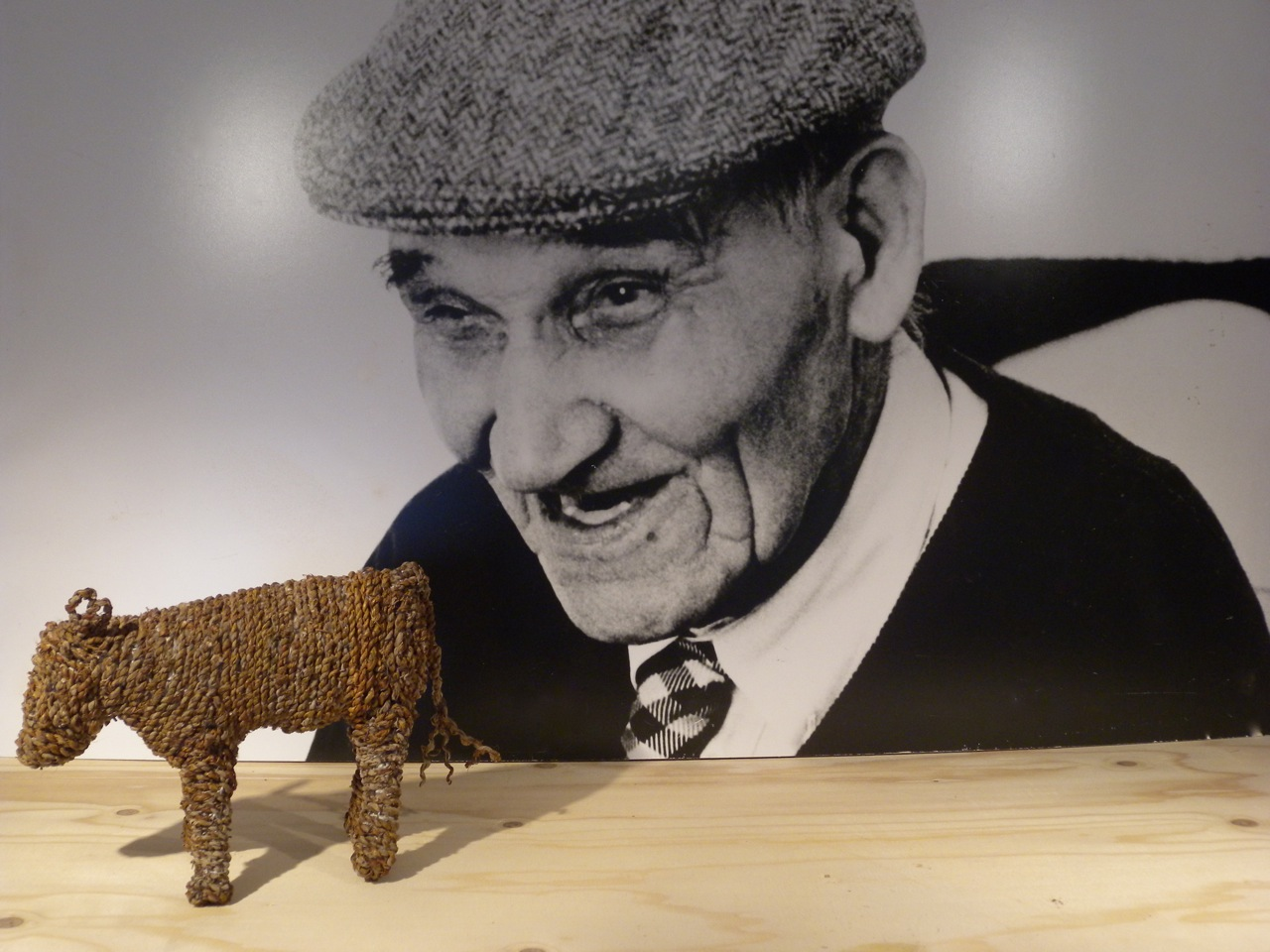
Angus McPhee

Angus McPhee (* 1914 auf South Uist; † 1997 ebenda) war ein schottischer Art-brut-Künstler.
McPhee wuchs auf South Uist (Äußere Hebriden) in einfachsten, traditionellen ländlichen Verhältnissen auf. Er erlangte in seiner Kindheit und Jugend dementsprechend auch traditionelle handwerkliche Fähigkeiten.
Zu Beginn des Zweiten Weltkriegs wurde er gemeinsam mit seinem Vater einberufen. Vermutlich auf Grund traumatischer Kriegserlebnisse erkrankte er an Schizophrenie und verbrachte die nächsten 50 Jahre in der psychiatrischen Anstalt in Craig Dunain bei Inverness. In dieser Zeit sprach er fast kein Wort mehr (selektiver Mutismus) und verbrachte seine gesamte Zeit im zur Anstalt gehörigen Gelände, wo er aus Gras, Schafswolle, Zweigen und anderen einfachen Materialien verschiedenste Gebrauchs- und Kunstobjekte fertigte. Erst 1996 wurde er von seiner Schwester wieder in seine alte Heimat zurückgeholt. Seine Werke werden heute in mehreren Kunstgalerien präsentiert.
2004 produzierte der Brite Nick Higgins einen Dokumentarfilm über sein Leben (Hidden Gifts: The Mystery of Angus MacPhee), der 2005 einen Britspotting-Award gewann.